# Kirsti Kolle Grøndahl
Kirsti Kolle Grøndahl (* 1. September 1943 in Oslo) ist eine norwegische Politikerin der Arbeiderpartiet (Ap). Sie war Ministerin für Bildung und Kirche sowie Entwicklungshilfeministerin. Außerdem war sie Fylkesmann von Buskerud.

## Politische Karriere
Grøndahl war von 1971 bis 1977 Mitglied des Kommunalparlaments von Røyken. 1977 zog sie erstmals in das norwegische Parlament, das Storting ein. Dort vertrat sie bis 2001 durchgehend die Provinz Buskerud. Im Mai 1986 wurde sie zur Ministerin für Kirche und Bildung. Im Juni 1988 wechselte sie ins Ministerium für Entwicklungshilfe, wo sie bis Oktober 1989 Ministerin blieb. Von 1990 bis 1993 war sie die Vizepräsidentin des Stortings, bis 2001 leitete sie dann das Parlament als Präsidentin. Sie war die erste Frau in diesem Posten.
1999 wurde sie zum Fylkesmann von Buskerud gewählt, das Amt übernahm sie 2001 nach dem Ende ihrer Zeit im Storting. Grøndahl blieb bis 2013 Fylkesmann der Provinz.